# NGC 414
NGC 414 es una galaxia lenticular de la constelación de Piscis. 
Fue descubierta el 22 de octubre de 1867 por el astrónomo Per Magnus Herman Schultz.